# Lempira (moneda)
La lempira (codi ISO 4217: HNL) és la unitat monetària d'Hondures. Es divideix en 100 centaus (en espanyol centavos).
La lempira es diu així en commemoració del cacic Lempira del poble lenca, un líder nadiu que va lluitar contra els espanyols. És un heroi nacional, i figura al bitllet d'1 lempira (de color vermell) i a la moneda de 50 centaus. La capital del departament hondureny de Gracias a Dios, Puerto Lempira, també es diu així en honor d'aquest cacic, igual com el departament de Lempira.
Es va adoptar el 3 d'abril de 1926 en substitució del peso de plata i és emesa pel Banc Central d'Hondures (Banco Central de Honduras).
En circulen monedes de 10, 20 i 50 centavos i bitllets d'1, 2, 5, 10, 20, 50, 100 i 500 lempiras. Les monedes d'1, 2 i 5 centavos ja no circulen a causa del seu escàs valor.

## Taxes de canvi
La taxa de canvi era de dues lempires per cada dòlar dels Estats Units al final de la dècada de 1980 (per exemple, la moneda de 20 centaus de lempira s'anomena popularment daime, ja que valia el mateix que la moneda nord-americana de 10 cèntims o cents, anomenada dime).
- 1 EUR = 23,98 HNL (21 de novembre del 2008)
- 1 USD = 19,03 HNL (21 de novembre del 2008)